# Litteraturåret 1870

## Priser och utmärkelser
- Kungliga priset – Pehr Sparre

## Nya böcker

### A – G
- Den Fremsynte av Jonas Lie
- En världsomsegling under havet av Jules Verne
- Glädjeflickan, eller m:lle Fanny Hills lefvernesbeskrifning av John Cleland

### H – N
- Lyriska dikter av Edvard Bäckström
- Månen runt av Jules Verne[1]
- Nya blad, dikter av Zacharias Topelius

### O – Ö
- Öfverste Stålhammar av Carl Georg Starbäck

## Födda
- 22 oktober – Ivan Bunin, rysk författare, nobelpristagare 1933.
- 10 december – Pierre Louÿs, fransk poet och romanförfattare.

## Avlidna
- 9 juni – Charles Dickens, 58, brittisk författare.
- 20 juni – Jules Huot de Goncourt, 39, fransk skriftställare.
- 5 december – Alexandre Dumas d.ä., 68, fransk författare.

### Fotnoter
1. ↑  ”World Cat”. http://www.worldcat.org/title/autour-de-la-lune/oclc/249411938&referer=brief_results. Läst 13 april 2011.